# Barraca del Pi de l'Àliga
La Barraca del Pi de l'Àliga és una barraca de vinya de Calafell (Baix Penedès) protegida com a Bé Cultural d'Interès Local.
És al vessant de llevant de la muntanya de L'Escarnosa, a prop de la Cova de la Foradada.

## Descripció
Es tracta d'una edificació d'ús agrícola de planta rectangular (2 x 5 m aproximadament), amb un únic espai interior que aprofita el desnivell del terreny. La porta, amb llinda, és situada al costat dret de la cara sud. Conserva una porta feta amb trossos de llata de fusta i amb un fragment de xapa de bidó metàl·lic. A la cara est hi ha un contrafort corregut, el qual continua per la cara sud fins a arribar a la porta. A l'altre costat de la porta hi ha un pedrís. La coberta és feta amb troncs d'arbres, a la manera de bigues, en els quals reposen lloses de pedra planes. La cara exterior de la coberta ha perdut la capa de terra i els lliris o atzavares. S'observa el despreniment d'elements de pedra a la part superior de la cara est.
Els murs estan fets amb peces irregulars de pedra unides en sec amb l'ajut de falques, també de pedra, de dimensions més petites. La coberta és plana, feta amb troncs i lloses de pedra.